# Kisielnica czerwonawa
Kisielnica czerwonawa (Exidia umbrinella Bres.)– gatunek grzybów należący do rodziny uszakowatych (Auriculariaceae).

## Systematyka i nazewnictwo
Pozycja w klasyfikacji według Index Fungorum: Auriculariaceae, Auriculariales, Auriculariomycetidae, Agaricomycetes, Agaricomycotina, Basidiomycota, Fungi.
Po raz pierwszy opisał go w 1903 r. Giacomo Bresàdola na drewnie dwóch gatunków jodły we Włoszech. Władysław Wojewoda w 1977 r. nadał mu polską nazwę kisielec czerwonawy, w 2003 r. zmienił ją na kisielnica czerwonawa.

## Występowanie
W Polsce gatunek rzadki. Do 2003 r. w piśmiennictwie naukowym podano tylko dwa stanowiska, podali je Walther Neuhoff w 1935 i W. Wojewoda w 1979 r. Na Czerwonej liście roślin i grzybów Polski ma status E – gatunek wymarły.
Nadrzewny saprotrof. Występuje na martwym drewnie drzew iglastych (różnych gatunków jodeł Abies).